# Щеглова, Елена Львовна
Еле́на Льво́вна Щегло́ва (2 августа 1950 года, Москва, СССР) — советская фигуристка, двукратная чемпионка СССР 1967 и 1969 годов в женском одиночном катании. Мастер спорта СССР международного класса. Вместе с Галиной Гржибовской была первой советской фигуристкой, принявшей участие Олимпийских играх 1968 года. Первая одиночница СССР, вошедшая в десятку лучших на чемпионате Европы (1967).
Фигурным катанием начала заниматься с 5 лет на стадионе Юных Пионеров в Москве. В 1976 году окончила ГЦОЛИФК. По окончании спортивных выступлений работает тренером-преподавателем отделения фигурного катания Училища Олимпийского резерва имени А.Я. Гомельского.

## Спортивные достижения
| Соревнования/Сезоны     | 1964-1965 | 1965-1966 | 1966-1967 | 1967-1968 | 1968-1969 | 1969-1970 |
| ----------------------- | --------- | --------- | --------- | --------- | --------- | --------- |
| Зимние Олимпийские игры |           |           |           | 12        |           |           |
| Чемпионаты мира         |           | 17        | 15        | 10        | 10        | 12        |
| Чемпионаты Европы       |           | 17        | 8         | 6         | 6         |           |
| Чемпионаты СССР         | 3         |           | 1         | 2         | 1         | 2         |
| «Московские новости»    |           |           |           |           | 1         | 1         |